# 粟国郵便局
粟国郵便局（あぐにゆうびんきょく）は、沖縄県島尻郡粟国村にある郵便局。民営化以前の分類では無集配特定郵便局であった。

## 概要
住所：〒901-3702 沖縄県島尻郡粟国村東369-1

### 併設施設
- 那覇中央郵便局粟国郵便集配所

## 沿革
- 1904年（明治37年）12月11日 - 粟国島郵便受取所として開設[1]。
- 1905年（明治38年）4月1日 - 粟国島郵便局となる。
- 1945年（昭和20年） - 沖縄が、米軍統治下に入る。
- 1972年（昭和47年）5月15日 - 沖縄返還に伴い、郵政省沖縄郵政管理事務所管轄の集配特定郵便局である粟国郵便局として設置[2]。
- 1979年（昭和54年）3月7日 - 電話の加入および料金に関する簡易な事務を除く電話交換業務を那覇電報電話局に移管。
- 2007年（平成19年）3月5日 - 集配業務を那覇中央郵便局に移管[3]。
- 2007年（平成19年）10月1日 - 民営化。
- 2012年（平成24年）10月1日 - 日本郵便株式会社発足。

## 取扱内容
- 郵便、印紙、ゆうパック、内容証明
- 貯金、為替、振替、振込、国際送金、国債
- 生命保険、バイク自賠責保険
- ゆうちょ銀行ATM

## 周辺
- 粟国村役場
- 粟国村立粟国小中学校

## アクセス
粟国島中心部にある。
- 粟国空港から南西へ2km（バス・タクシー無し）
- 粟国港から西へ1km（バス・タクシー無し）
- 沖縄県道185号粟国港線沿い
- 駐車場あり：3台